# 保良局姚連生中學
保良局姚連生中學（英語：Po Leung Kuk Yao Ling Sun College，簡稱PLKYLSC），是一所位於香港新界荃灣石圍角邨的政府資助中學，於1982年創校。

## 收生及教學語言
保良局姚連生中學共有24個班別。中一至中六設4個班別，每班約35人。
致力透過優化語文教育，以提升學生的學習成效，培育中英兼擅的學生。為此，積極推行跨學科語文課程（LAC），並營造豐富的英語學習環境，乃至於校園內外進行擴展學習活動（ELA），務求幫助學生掌握語文學習技巧，長遠提升英語水平，滿足學生日後升學或就業的需要。
致力提升校園英語環境。為了達到這個目標，聘用了兩位英語教師（NET），讓學生有更多機會學習英語。

## 獎項
保良局姚連生中學於2006年獲得香港能源效益獎「中學」組別的金獎和創意獎。
為了表彰學生優秀的學業成績，卓越的課外活動、服務表現和良好品行，學校每年都會提供並獲得許多校內和校外獎項；其中包括印度商會信託基金獎學金、尤德爵士紀念獎、荃灣鄉事委員會獎學金及青苗學界進步獎、香港學界精英賽冠軍。此外，學校又設有不少保良局獎助學金及校內獎學金等，嘉許成績優秀和行為、表現良好的學生。

## 歷任校長
- 譚廣正（1982年至1990年）
- 姚啟榮（1990年至2003年）
- 謝伯開博士（2003年至2013年）
- 戚美玲（2013年至2020年）
- 梁玉冰（2020年至2023年）
- 温家輝（2023年起）

## 歷任副校長
- 姚啟榮
- 岑樹基
- 劉明佳
- 劉在榮
- 呂嘉敏
- 簡逸民
- 伍冠銘

## 鄰近建築
- 城門谷游泳池
- 石圍角邨
- 城門谷公園
- 城門谷運動場

## 外部連結
- 保良局姚連生中學校網（页面存档备份，存于）
- 香港能源效益獎

22°22′28″N 114°07′24″E / 22.3743302°N 114.1232596°E